# ジョゼフ・ド・マルリアーヴ
ジョゼフ・ド・マルリアーヴ（Joseph de Marliave, 1873年11月16日 – 1914年8月24日）はフランスの音楽学者。

## 概要
ベートーヴェンの弦楽四重奏曲に関する研究書で知られ、ジョゼフ・カーマンの著書『ベートーヴェンの四重奏曲』（The Beethoven Quartets, 1966年）が発表されるまでは最も広く読まれ、引用された文献である。ベートーヴェン以外の作曲家についても数多くの散文を出版しており、またテオドール・ヘルムによるドイツ語のベートーヴェン研究書（1885年）をフランス語に翻訳している。
マルリアーヴはガブリエル・フォーレの親友であり、ベートーヴェンの弦楽四重奏に関するマルリアーヴのフランス語の初版には、フォーレが序文を寄せている。
1906年にロン＝ティボー国際コンクールで現在も名を知られるピアニスト、マルグリット・ロンと結婚した。が、その結果としてマルグリットとフォーレの確執からマルリアーヴもフォーレと袂を分かつこととなる。
フランス陸軍の大尉でもあり、第一次世界大戦が勃発したばかりの1914年8月に戦死した。
モーリス・ラヴェルは第一次世界大戦の戦没者に捧げた『クープランの墓』においてマルリアーヴを追悼し、第6曲の「トッカータ」を献呈。1919年4月、戦争未亡人となっていたマルグリットにより初演された。